# Baseball-Bundesliga 2020
Die deutsche Baseball-Bundesliga 2020 war die 37. Saison der Baseball-Bundesliga. Die reguläre Spielzeit sollte ursprünglich am 4. April 2020 starten. Der Start wurde aber wegen der COVID-19-Pandemie verschoben. Als Titelverteidiger gingen die Heidenheim Heideköpfe in die Saison. Aus der 2. Bundesliga Nord stiegen die Berlin Flamingos und die Dortmund Wanderers in die Nordstaffel der 1. Bundesliga auf. Die Bremen Dockers als Tabellenletzter und die Wesseling Vermins als Verlierer der Relegation der Bundesliga Nord stiegen in die 2. Bundesliga ab. In der Südstaffel stiegen die Tübingen Hawks auf und die Saarlouis Hornets ab.
Im Juni 2020 wurde entschieden, dass es in der Saison 2020 keine Auf- und Abstiege geben werde. Des Weiteren konnten die Teams sich bis zum 15. Juli kostenfrei vom Spielbetrieb freistellen lassen, ohne ihren Startplatz in der Saison 2021 einzubüßen.
Die Saison begann letztendlich am 7. August 2020 mit modifiziertem Modus. Es wurde nur eine Hinrunde mit jeweils zwei Spielen pro Spieltag ausgetragen. Dabei wurden bei Einzelspielen 9 Innings gespielt, bei Doubleheadern je 7 Innings. Die beiden besten Mannschaften aus Nord- und Südstaffel qualifizierten sich für das Halbfinale, wobei die Halbfinale innerhalb der Staffel ausgespielt wurden. Halbfinale und Finale sollten eigentlich im Best-of-Three-Modus ausgetragen werden, aufgrund von gelockerten Coronaauflagen wurden sie im Best-of-Five-Modus ausgetragen.

## Teilnehmer
Folgende 16 Teams nahmen, getrennt in die beiden Divisionen Nord und Süd, an der Saison 2020 teil.
| Division Nord | Division Nord          | Division Süd | Division Süd          |
| ------------- | ---------------------- | ------------ | --------------------- |
|               | Solingen Alligators    |              | Mainz Athletics       |
|               | Paderborn Untouchables |              | Buchbinder Legionäre  |
|               | Bonn Capitals          |              | Heidenheim Heideköpfe |
|               | Dohren Wild Farmers    |              | Mannheim Tornados     |
|               | Hamburg Stealers       |              | Haar Disciples        |
|               | Cologne Cardinals      |              | Stuttgart Reds        |
|               | Berlin Flamingos       |              | Ulm Falcons           |
|               | Dortmund Wanderers     |              | Tübingen Hawks        |

## Reguläre Saison
Zeitraum: 7. August – 26. September 2020

### 1. Bundesliga Nord
| Pl | Team | Team                   | W  | L  | Pct  | GB |
| -- | ---- | ---------------------- | -- | -- | ---- | -- |
| 1  |      | Bonn Capitals          | 13 | 1  | .929 | 0  |
| 2  |      | Paderborn Untouchables | 10 | 4  | .714 | 3  |
| 3  |      | Solingen Alligators    | 9  | 5  | .643 | 4  |
| 4  |      | Dohren Wild Farmers    | 8  | 6  | .571 | 5  |
| 5  |      | Hamburg Stealers       | 7  | 7  | .500 | 6  |
| 6  |      | Cologne Cardinals      | 5  | 9  | .357 | 8  |
| 7  |      | Dortmund Wanderers     | 3  | 11 | .214 | 10 |
| 8  |      | Berlin Flamingos       | 1  | 13 | .071 | 12 |

### 1. Bundesliga Süd
| Pl | Team | Team                  | W  | L  | Pct  | GB |
| -- | ---- | --------------------- | -- | -- | ---- | -- |
| 1  |      | Buchbinder Legionäre  | 13 | 1  | .929 | 0  |
| 2  |      | Heidenheim Heideköpfe | 13 | 1  | .929 | 0  |
| 3  |      | Stuttgart Reds        | 9  | 5  | .643 | 4  |
| 4  |      | Mainz Athletics       | 7  | 7  | .500 | 6  |
| 5  |      | Mannheim Tornados     | 6  | 8  | .429 | 7  |
| 6  |      | Haar Disciples        | 5  | 9  | .357 | 8  |
| 7  |      | Tübingen Hawks        | 3  | 11 | .214 | 10 |
| 8  |      | Ulm Falcons           | 0  | 14 | .000 | 13 |

Über den 1. und 2. Platz entschied der direkte Vergleich.

## Play-offs
Zeitraum: 26. September – 17. Oktober 2020

|  | Halbfinale | Halbfinale             | Halbfinale            | Halbfinale | Halbfinale | Halbfinale | Halbfinale           |   |   | Finale | Finale | Finale | Finale | Finale | Finale | Finale |
|  |            |                        |                       |            |            |            |                      |   |   |        |        |        |        |        |        |        |
|  | N1         | Bonn Capitals          | 6                     | 15         | 9          |            |                      |   |   |        |        |        |        |        |        |        |
|  | N2         | Paderborn Untouchables | 0                     | 0          | 8          |            |                      |   |   |        |        |        |        |        |        |        |
|  | N2         | Paderborn Untouchables | 0                     | 0          | 8          | N1         | Bonn Capitals        | 3 | 0 | 3      |        |        |        |        |        |        |
|  |            |                        |                       |            |            |            |                      | 3 | 0 | 3      |        |        |        |        |        |        |
|  |            | S2                     | Heidenheim Heideköpfe | 12         | 3          | 8          |                      |   |   |        |        |        |        |        |        |        |
|  | S1         | S2                     | Heidenheim Heideköpfe | 12         | 3          | 8          | Buchbinder Legionäre | 8 | 4 | 11     | 14     | 3      |        |        |        |        |
|  | S1         |                        |                       |            |            |            |                      |   | 4 | 11     | 14     | 3      |        |        |        |        |
|  | S2         | Heidenheim Heideköpfe  | 4                     | 5          | 2          | 15         | 10                   |   |   |        |        |        |        |        |        |        |